# Turowla (wieś)
Turowla (biał. Туроўля, biał. łac. Turoŭla) – wieś na Białorusi, w rejonie połockim obwodu witebskiego.
Wieś duchowna położona była w końcu XVIII wieku w województwie połockim.
Koło Turowli znajduje się kilka km na wschód od wsi zamczysko Turowla (uroczysko Grodziszcze), wpisane na listę pomników historii Białorusi 12 października 2006. Jest to pozostałość po zamku wzniesionym w czasie wojny litewsko-rosyjskiej 1558–1570 i utraconym w wyniku tej wojny na rzecz Carstwa Rosyjskiego. Wojska króla Stefana Batorego zdobyły zamek 4 września 1579 roku.